# Symposiachrus ateralbus
Symposiachrus ateralbus är en fågelart i familjen monarker inom ordningen tättingar. Den betraktas oftast som en underart av bismarckmonark (Symposiachrus verticalis), men urskiljs sedan 2016 som egen art av Birdlife International och IUCN.
Fågeln förekommer endast på ön Dyaul i Bismarckarkipelagen. Den kategoriseras av IUCN som nära hotad.